# Marius Matheron
Pour les articles homonymes, voir Matheron.
Ne doit pas être confondu avec Carolus Matheron
Marius Matheron, né le 5 août 1893 à Marseille et mort le 15 avril 1980 à Marseille, est un coureur cycliste français.

## Biographie
Après avoir été mobilisé pendant la Première Guerre mondiale, il est marchand de cycles à Marseille et participe au Tour de France 1920, où il finit 18e au classement général, 7e dans sa catégorie.
Après sa retraite sportive, il est propriétaire et exploite une compagnie de taxis à Marseille. Il met au point un carburant à base d'alcool en 1940,.

## Palmarès
- 1913
  - Marseille-Lyon[9]
  - 3e de Nice-Toulon[3]
- 1920
  - 3e de Marseille-Avignon

## Résultats sur le Tour de France
- 1920 : 18e